# 東山 (金沢市)
東山（ひがしやま）は、石川県金沢市の町名。現行行政地名は東山1丁目から東山3丁目。

## 地理
国道359号、鳴和町と橋場町の中間に位置している。

## 旧町名の概要
森下町（もりもとまち）
- 本町

金屋町・裏金屋町（かなやまち・うらかなやまち）
- 地子町

御歩町一～五番丁（おかちまちいち～ごばんちょう）
- 地子町

愛宕一～四番丁（あたごいち～よんばんちょう）
- 地子町

木町一～四番丁（きまちいち～よんばんちょう）
- 地子町

卯辰高町（うたつたかまち）
- 地子町

卯辰下町（うたつしたまち）
- 地子町

上小川町・下小川町（かみ・しもおがわちょう）
- 寺社門前地

東馬場町（ひがしばばまち）
- 地子町

馬場一番～六番丁（ばばいち～ろくばんちょう）
- 地子町

八幡町（はちまんまち）
- 地子町

木綿町（もめんまち）
- 地子町

### 沿革
- 1966年（昭和41年）9月1日 - 住居表示実施により、御歩町一番丁・御歩町二番丁・御歩町三番丁・御歩町四番丁・御歩町五番丁・観音町1丁目・観音町2丁目・愛宕一番丁・愛宕二番丁・愛宕三番丁・愛宕四番丁・木町一番丁・木町二番丁・木町三番丁・木町四番丁・卯辰高町・卯辰下町・上小川町・下小川町・裏金屋町・東馬場町・馬場一番丁・馬場二番丁・馬場三番丁・馬場四番丁・木綿町の全部と豊国町・観音町3丁目・森下町・金屋町・八幡町・高道町・馬場五番丁・小橋町・立川町・片原町・卯辰町・山ノ上町5丁目の各一部から成立[1]。
- 2019年（令和元年）5月1日 - 旧町名復活事業実施により、観音町1丁目・観音町2丁目・観音町3丁目が復活。

## 町域の変遷
| 実施後    | 実施年                   | 実施前 |
| --------- | ------------------------ | --- |
| 東山1丁目 | 1966年（昭和41年）9月1日 | 御歩町一番丁、御歩町二番丁、御歩町三番丁、御歩町四番丁、御歩町五番丁、観音町1丁目、観音町2丁目、愛宕一番丁、愛宕二番丁、愛宕三番丁、愛宕四番丁、木町三番丁、木町四番丁の全部及び豊国町、観音町3丁目、八幡町、木綿町、森下町、木町一番丁、木町二番丁の各一部 |
| 東山2丁目 | 1966年（昭和41年）9月1日 | 卯辰高町、卯辰下町、上小川町、下小川町、裏金屋町の全部及び森下町、木町一番丁、木町二番丁、八幡町、木綿町、金屋町、高道町、卯辰町、山ノ上町5丁目の各一部 |
| 東山3丁目 | 1966年（昭和41年）9月1日 | 東馬場町、馬場一番丁、馬場二番丁、馬場三番丁、馬場四番丁の全部及び馬場五番丁、小橋町、立川町、森下町、片原町の各一部 |

## 小・中学校の学区
- 市立小・中学校に通う場合、学区は以下のとおりとなる[2][3]。

| 丁目      | 番・番地等                                                                    | 小学校               | 中学校             |
| --------- | ----------------------------------------------------------------------------- | -------------------- | ------------------ |
| 東山1丁目 | 1番、17番～22番、33番～37番                                                   | 金沢市立兼六小学校   | 金沢市立兼六中学校 |
| 東山1丁目 | 2番～16番、23番～32番                                                         | 金沢市立明成小学校   | 金沢市立長町中学校 |
| 東山2丁目 | 1番～11番28号、14番17号～14番44号、21番～24番、25番41号～25番58号、27番、28番 | 金沢市立明成小学校   | 金沢市立長町中学校 |
| 東山2丁目 | 11番29号～14番16号、14番45号～20番、25番1号～25番40号、25番59号～25番73号     | 金沢市立森山町小学校 | 金沢市立鳴和中学校 |
| 東山3丁目 | 6番12号                                                                       | 金沢市立森山町小学校 | 金沢市立鳴和中学校 |
| 東山3丁目 | 6番12号以外の全域                                                             | 金沢市立明成小学校   | 金沢市立長町中学校 |

## 交通

### バス
- 北鉄金沢バス・西日本ジェイアールバス 「東山」バス停

### 道路
- 国道359号線
- 東インター大通り

## 施設
- ひがし茶屋街
- 徳田秋聲記念館
- 金沢市立安江金箔工芸館
- 中田屋 東山茶屋街店

## 周辺
- 浅野川大橋